# Oncieu

Oncieu este o comună în departamentul Ain din estul Franței.